# Quận Fulton, New York
Quận Fulton (tiếng Anh: Fulton County) là một quận trong tiểu bang New York, Hoa Kỳ. Quận lỵ là thành phố 6. Theo điều tra dân số năm 2010 của Cục điều tra dân số Hoa Kỳ, quận này có dân số 55.531 người 2.

## Địa lý
Theo Cục điều tra dân số Hoa Kỳ, quận có tổng diện tích kilômét vuông, trong đó có km2 là diện tích mặt nước.